# Lisbeth Fall
Lisbeth Margareta Fall, född Sandström 9 januari 1942 i Piteå, är en svensk arkitekt.
Fall avlade arkitektexamen vid Chalmers tekniska högskola 1965, var arkitekt hos Linköpings stad/kommun 1966–1971, hos Jönköpings kommun 1972–1984, stadsarkitekt i Ljusdals kommun 1984–1987 och länsarkitekt i Jönköping från 1987. Hon har bland annat varit styrelseledamot i Arkitektförbundet, ordförande i SACO-SR:s råd för jämställdhet, ledamot av regeringens jämställdhetsråd och svenska delegationen vid Förenta nationernas kvinnokonferens 1980 och 1985.